# Benjamin Rondeau
Benjamin Rondeau (Verdun, 1º ottobre 1983) è un canottiere francese, vincitore della medaglie di bronzo nel 4 senza a Pechino 2008.

## Biografia
È cugino del canottiere Germain Chardin.

## Palmarès
- Olimpiadi

Pechino 2008: bronzo nel 4 senza
- Europei

Maratona 2008: oro nell'8 con.
Brest 2009: bronzo nell'8 con.